# Ritra aurea
Ritra aurea är en fjärilsart som beskrevs av Druce 1873. Ritra aurea ingår i släktet Ritra och familjen juvelvingar. Inga underarter finns listade.

## Bildgalleri

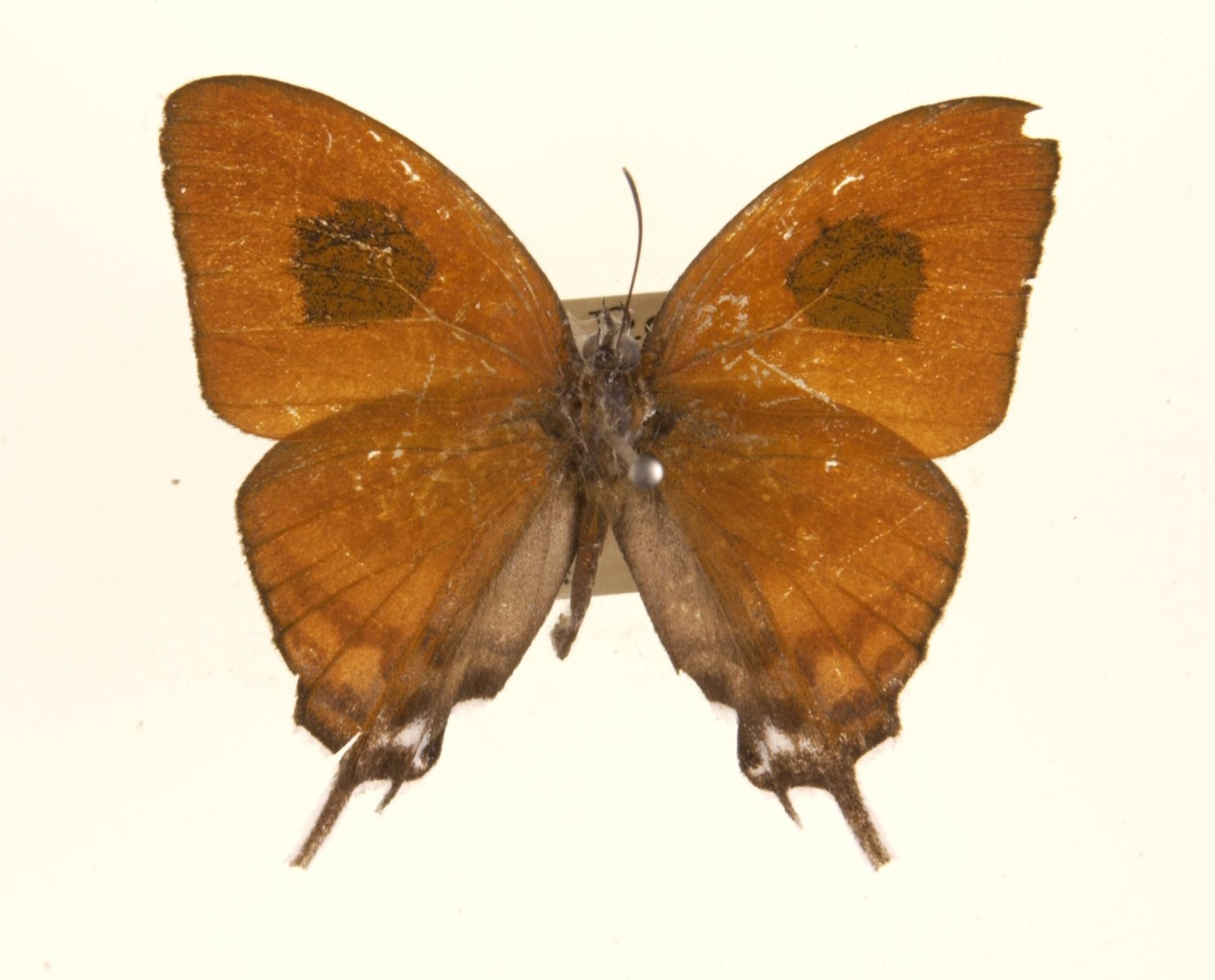
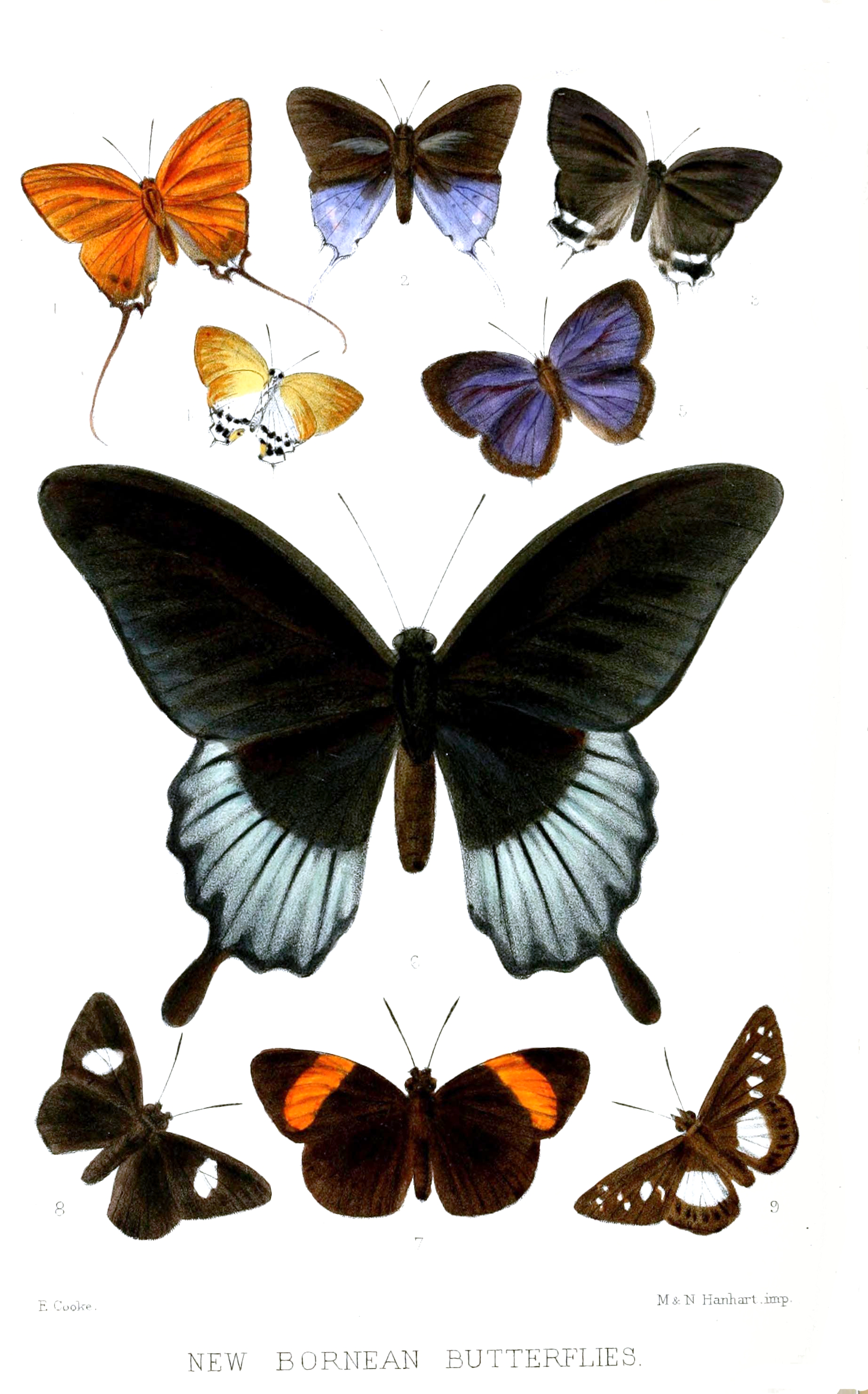
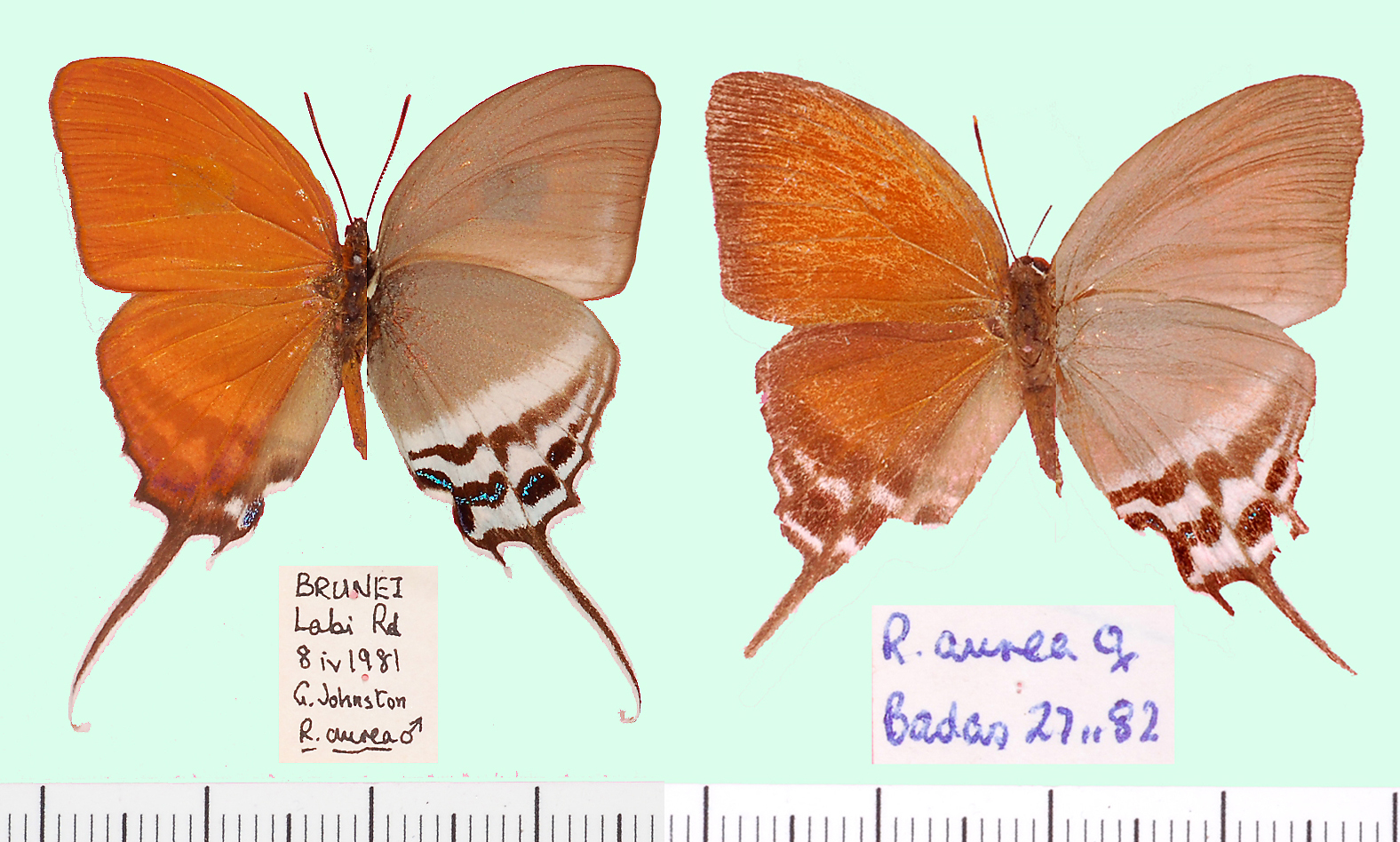